# Clôture séparable
En mathématiques, une clôture séparable d'un corps commutatif K est une extension algébrique séparable de K, et maximale (au sens de l'inclusion) pour cette propriété. 

## Définition
Un corps K est séparablement clos si toute extension finie séparable de K est triviale, c'est-à-dire égale à K. 
Une clôture séparable Ksep de K est une extension algébrique séparable (non nécessairement finie) qui est séparablement close. Cela revient à dire que si L est une extension algébrique séparable de K contenant Ksep, alors L = Ksep. 
Par exemple un corps algébriquement clos est sa propre clôture séparable. 
La fermeture séparable de K dans une extension algébrique L est l'ensemble des éléments de L qui sont séparables sur K.

## Propriétés
- Sur un corps séparablement clos, tout polynôme séparable est scindé (c'est-à-dire égal à un produit de polynômes de degré 1).
- Toute fermeture séparable de K dans une extension algébrique est une extension séparable.
- Une clôture séparable existe toujours et est unique à K-isomorphisme près. En effet, si on choisit une clôture algébrique Kalg de K, la fermeture séparable de K dans Kalg est une clôture séparable, et toute clôture séparable peut être construite de cette manière.
- Si K est parfait, la notion de clôture séparable coïncide avec celle de clôture algébrique.
- La clôture algébrique est une extension radicielle de la clôture séparable. Tout K-automorphisme de Kalg laisse globalement invariant Ksep.
- La clôture séparable est une extension galoisienne (éventuellement infinie) maximale. Sur un corps non parfait, la clôture algébrique n'est pas une extension galoisienne, on travaille alors avec la clôture séparable pour un certain nombre de questions (par exemple pour le groupe de Galois absolu).